# Carlos Toro
Carlos Antonio Toro Coronado (* 4. Februar 1976 in Viña del Mar) ist ein ehemaliger chilenischer Fußballspieler. Der Torwart wurde 2001 chilenischer Meister und absolvierte drei Länderspiele für Chile.

## Karriere

### Verein
Carlos Toro stand einen Großteil seiner Karriere bei Everton im Tor, mit dem er sowohl in der Primera División als auch in der Primera B spielte. Sein erfolgreichstes Jahr war allerdings 2001 bei den Santiago Wanderers. Dort gewann er die Meisterschaft 2001 und wurde im selben Jahr Nationalspieler. Seine Karriere beendete Toro 2005 beim Provincial Osorno, nachdem er zuvor in seine Geburtsstadt zu Everton zurückgekehrt war.

### Nationalmannschaft
Für die chilenische Nationalmannschaft debütierte Toro beim Freundschaftsspiel gegen Honduras, als er in der 37. Spielminute für Offensivspieler Milován Mirošević eingewechselt wurde, um den vom Platz gestellten Marcelo Ramírez zu ersetzen. Im April 2001 spielte Toro beim Freundschaftsspiel gegen Mexiko und stand bei der Copa América 2001 im Kader. Dort kam er allerdings hinter Stammtorwart Sergio Vargas nicht zum Einsatz. Das dritte und letzte Länderspiel absolvierte Toro in der Weltmeisterschaftsqualifikation für das Turnier 2002 in Südkorea und Japan gegen Brasilien, das La Roja mit 0:2 verlor.

## Erfolge
Santiago Wanderers
- Chilenischer Meister: 2001